# Księżyc w misce
Księżyc w misce – piąty album polskiego wykonawcy poezji śpiewanej Grzegorza Turnaua, wydany w 1998 roku przez Pomaton EMI. Nagranie przeprowadzono między sierpniem a październikiem 1998 roku, w Studio Mastykarz w Krakowie. Realizatorem nagrania był Piotr Brzeziński, funkcję kierownika produkcji pełnił Piotr Ferster.
Album zawiera utwory pochodzące głównie ze spektaklów teatralnych i telewizyjnych, do których muzykę skomponował Grzegorz Turnau.
- Piosenki „Na cesarskim dworze” pochodzą z telewizyjnej adaptacji „Nowych szat cesarza” Hansa Christiana Andersena w reżyserii Andrzeja Domalika.
- Cykl „Drobiazgi zwierzęco-magiczne” został skomponowany do przedstawienia telewizyjnego Inspektor Psina Pierre’a Gripardiego w reżyserii Jacka Bursztynowicza.
- „Pomruki Kubusia Puchatka” powstały do przedstawienia w reżyserii Bartłomieja Wyszomirskiego, wystawionego pierwszy raz w 1998 w Teatrze Bagatela.
- „Morskie przygody” zostały skomponowane z myślą o spektaklu „Chłopiec i ptak” według scenariusza Jana Petryszyna. Spektakl jednak nie powstał. Do cyklu piosenek (poza wyróżnionymi w spisie) należy również utwór „W muszelkach Twoich dłoni”.
- „Jak to niegrzecznym bywa źle” – teksty te pochodzą z dziewiętnastowiecznego horroru pedagogicznego autorstwa Heinricha Hoffmanna.
- Piosenka „Księżyc w misce”, powstała do wiersza Joanny Kulmowej, w oryginale nosiła tytuł „Po co jest teatr?”[1].

## Lista utworów
| 1. | „W muszelkach Twoich dłoni” (I) | 1:11  |
|    | - Jacek Cygan – słowa           |       |
|    |                                 | 01:11 |
|    |                                 |       |
NA CESARSKIM DWORZE
| 2. | „Jak pięknie szata zdobi człowieka” | 3:35  |
|    | - Andrzej Domalik – słowa           |       |
| 3. | „Szalony Medyk”                     | 3:11  |
|    | - Andrzej Domalik – słowa           |       |
|    |                                     | 06:46 |
|    |                                     |       |
DROBIAZGI ZWIERZĘCO-MAGICZNE
| 4.  | „Pies”                                           | 0:55  |
|     | - Ogden Nash – słowa (tłum. Stanisław Barańczak) |       |
| 5.  | „Raz i dwa”                                      | 1:51  |
|     | - Danuta Wawiłow – słowa                         |       |
| 6.  | „Kotek wziął skrzypce”                           | 0:34  |
|     | - anonim (tłum. Stanisław Barańczak)             |       |
| 7.  | „Siedziały dwa ptaszki na głazie”                | 0:44  |
|     | - anonim (tłum. Stanisław Barańczak)             |       |
| 8.  | „Kotek wziął skrzypce” (II)                      | 0:33  |
|     |                                                  |       |
| 9.  | „Szedł czarodziej”                               | 0:59  |
|     | - Ewa Szelburg-Zarembina – słowa                 |       |
| 10. | „Kotek wziął skrzypce” (III)                     | 0:34  |
|     | - anonim (tłum. Stanisław Barańczak)             |       |
|     |                                                  | 06:10 |
|     |                                                  |       |
POMRUKI KUBUSIA PUCHATKA
| 11. | „Dni wiosenne”                   | 3:05  |
|     | - A.A. Milne (tłum. Irena Tuwim) |       |
| 12. | „Miły ranek”                     | 2:23  |
|     | - A.A. Milne (tłum. Irena Tuwim) |       |
| 13. | „Co poczniemy z Tygryskiem?”     | 2:05  |
|     | - A.A. Milne (tłum. Irena Tuwim) |       |
| 14. | „Śnieg”                          | 2:46  |
|     | - A.A. Milne (tłum. Irena Tuwim) |       |
|     |                                  | 10:19 |
|     |                                  |       |
MORSKIE PRZYGODY
| 15. | „Zrobimy sztorm”       | 3:16  |
|     | - Jacek Cygan – słowa  |       |
| 16. | „Gdzie jesteś gwiazdo” | 2:31  |
|     | - Jacek Cygan – słowa  |       |
| 17. | „Bo my delfiny...”     | 2:28  |
|     | - Jacek Cygan – słowa  |       |
|     |                        | 08:15 |
|     |                        |       |
JAK TO NIEGRZECZNYM BYWA ŹLE
| 18. | „Staś straszydło”                                      | 2:05  |
|     | - Heinrich Hoffmann – słowa (tłum. Wacław Szymanowski) |       |
| 19. | „Straszny przypadek z parasolem”                       | 2:20  |
|     | - Heinrich Hoffmann – słowa (tłum. Wacław Szymanowski) |       |
|     |                                                        | 04:25 |
|     |                                                        |       |
| 20. | „Księżyc w misce”                | 3:02  |
|     | - Joanna Kulmowa – słowa         |       |
| 21. | „W muszelkach Twoich dłoni” (II) | 2:18  |
|     | - Jacek Cygan – słowa            |       |
|     |                                  | 05:20 |
|     |                                  |       |

## Twórcy
- Grzegorz Turnau – fortepian, śpiew, instrumenty klawiszowe
- Magda Steczkowska, Iza Ziółek – śpiew
- Antosia T. – gość specjalny
- Maryna Barfuss – flet
- Sławomir Berny – perkusja, instrumenty perkusyjne
- Zdzisław Bogacz – fagot
- Robert Kubiszyn – kontrabas, gitara basowa
- Jacek Królik – gitary
- Mariusz Pędziałek – obój, rożek angielski
- Mirosław Płoski – waltornia
- Beata Płoska – altówka
- Michał Półtorak – I skrzypce
- Agata Półtorak – II skrzypce
- Leszek Szczerba – klarnet, saksofony
- Agata Zając – wiolonczela